# Dornier Do 215

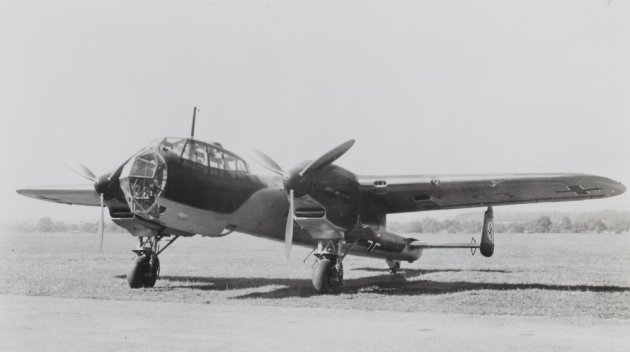

Le Dornier Do 215 est un bombardier léger, avion de reconnaissance et plus tard, un chasseur de nuit, produit par Dornier Werke GmbH. À l'origine produit pour l'exportation, avec le déclenchement de la guerre, il a servi dans la Luftwaffe. Comme son prédécesseur, le Dornier Do 17 il a hérité du surnom « crayon volant » en raison de son fuselage mince. Le successeur du Do 215 fut le Dornier Do 217.

## Conception et développement

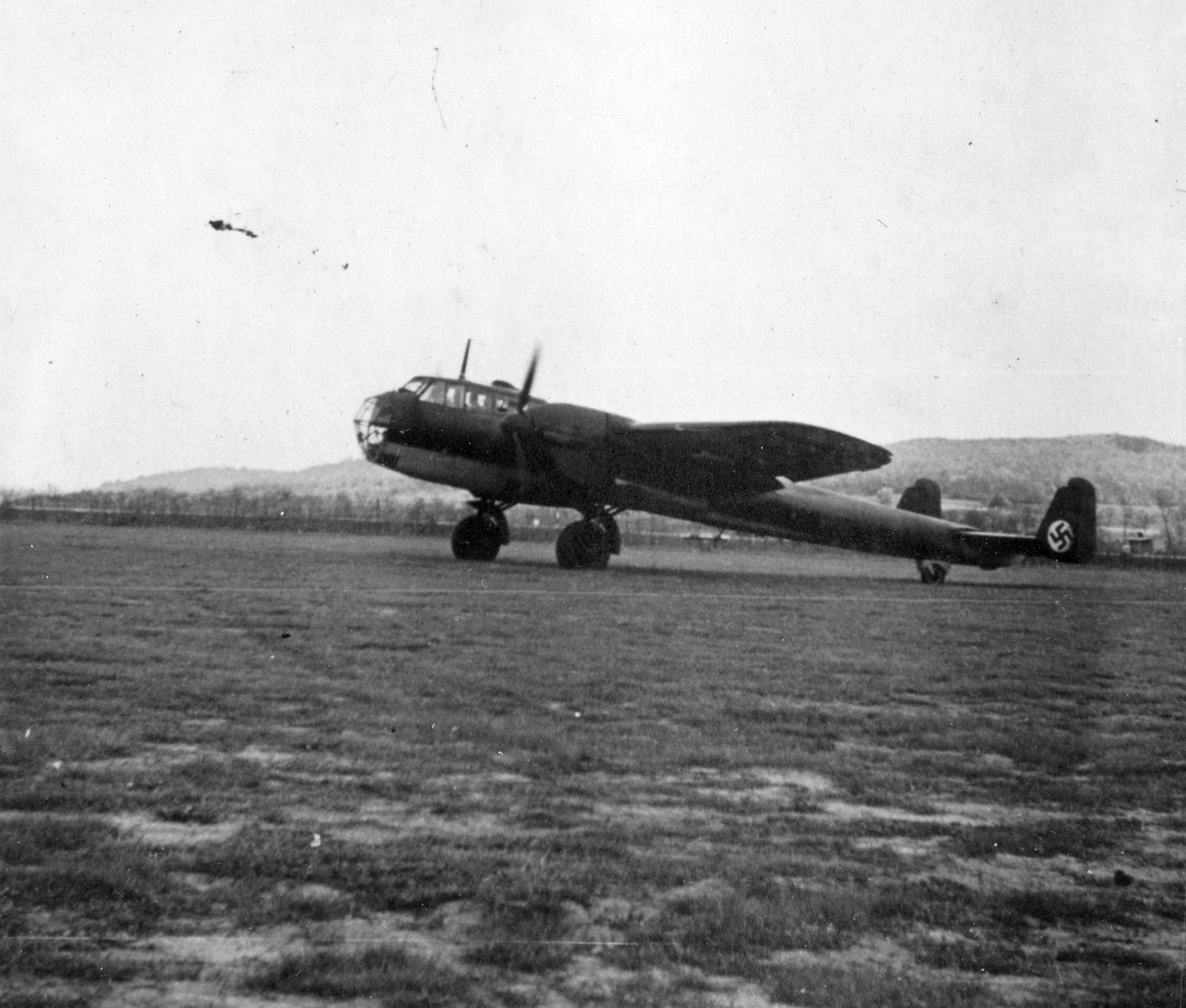
Photographie de l'avion Do 215 en 1940

Le bombardier rapide Dornier Do 17 suscitait un regain d’intérêt de la part des forces aériennes étrangères, après la production initiale de la série Do 17K. En juillet 1937, Dornier prépara donc un Do 17Z-0 de pré-série comme démonstrateur pour les clients potentiels. Cet appareil reçut l’immatriculation civile [D-AAIV]. Alors que cet avion était essentiellement identique à la version de production Do 17Z, le Reichsluftfahrtministerium attribua la désignation Do 215 à cette version destinée à l’exportation. Le prototype V1 conserva le moteur radial 9 cylindres Bramo 323 Fafnir du Do 17Z.
Le deuxième prototype (Do 215 V2) fut équipé de moteurs radiaux Gnome-Rhône 14-NO. Il termina les essais en toute sécurité, mais n’attira pas les commandes à l’exportation, car il n’offrait pas une augmentation notable de performances par rapport au Do 17Z. Dornier équipa donc le prototype V3 de moteurs en ligne Daimler-Benz DB 601Ba de 1 159 ch. Le V3, qui vola pour la première fois au printemps 1939, montra une amélioration notable des performances en vol par rapport aux prototypes antérieurs.
La production en série de Do 215 A-1 commença en 1939. La commande, destinée à la Force aérienne suédoise, fut stoppée en août 1939 en raison de la situation politique. Les 18 avions existants furent confisqués et mis en service dans la Luftwaffe après le déclenchement de la Seconde Guerre mondiale.
Certaines modifications furent apportées à l’avion et la nouvelle version fut rebaptisée Do 215 B. C’était la version de production standard. Selon les chiffres officiels, 105 exemplaires du Dornier Do 215 furent produits entre 1939 et 1941 par Dornier Flugzeugwerke dans l'usine de Oberpfaffenhofen.

## Histoire opérationnelle
La Luftwaffe utilisa initialement le Do 215 en tant que bombardier et avion de reconnaissance. Les avions équipés d'appareils photo Rb 20/30 et Rb 50/30 furent utilisés pour des missions de reconnaissance lointaine, d'abord à l'Ob.d.L (Oberkommando der Luftwaffe). Ensuite l'avion fut utilisé comme chasseur de nuit entre janvier 1941 et mai 1944 au sein des I. et IV./NJG 1 et II./NJG 2 (Nachtjagdgschwader). Les derniers Do 215 furent retirés du service fin 1944.

## Variantes

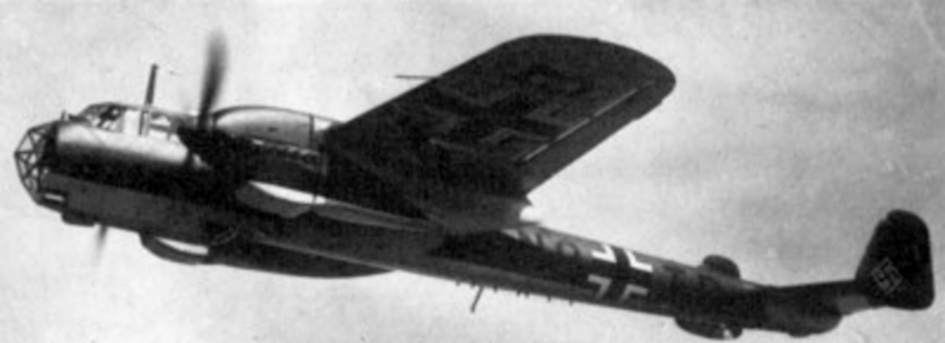
Dornier Do 215B en vol vers 1940

Do 215 V1
Dornier Do 17 Z-0 utilisé comme premier prototype du Do 215 et détruit durant les essais.
Do 215 V2
Dornier Do 17 Z-0 (D-AIIB) équipé de moteurs en étoile 14 cylindres Gnome et Rhône et utilisé comme second prototype du Do 215.
Do 215 V3
Troisième prototype du Do 215, équipé de moteurs en ligne Daimler-Benz DB 601Ba.
Do 215 A-1
Désignation des 18 premiers avions commandés par la Force aérienne suédoise.
Do 215 B-0
Trois exemplaires de la version A-1 équipés de radios FuG 10 et utilisés par la Luftwaffe pour des missions de bombardement et de reconnaissance.
Do 215 B-1
15 exemplaires restants de la version A-1 renommés et utilisés par la Luftwaffe.
Do 215 B-2
Version de reconnaissance équipée de trois appareils photo Rb 50/30 installés dans la soute à bombes.
Do 215 B-3
Deux avions similaires au B-1 vendus à l'URSS.
Do 215 B-4
Version de reconnaissance avancée développée à partir de la version B-2 et équipée d'appareils photo Rb 20/30 & Rb 50/30.
Do 215 B-5
Version de chasse de nuit appelée Kauz III. 20 appareils convertis à partir de versions B-1 et B-4 en utilisant le nez du Do 17 Z-10 "Kauz II" équipé de projecteur infrarouge pour le système de détection infrarouge Spanner. Les Do 215 B-5 étaient armés de quatre mitrailleuses MG 17 de 7,92 mm regroupées au-dessus du projecteur infrarouge et de deux canons MG FF de 20 mm dans le bas du nez. Le système Spanner se montra inutile et il fut remplacé par le radar Lichtenstein 202 B/C sur certains appareils à partir de la mi-1942.

## Opérateurs
Reich allemand
- Luftwaffe

  Royaume de Hongrie
- Force aérienne de Hongrie - au moins 11 appareils.

  Union soviétique
- Forces aériennes soviétiques - Deux avions achetés à l'Allemagne.

Opérateurs prévus
  Suède
- Force aérienne suédoise - 18 Do 215 A-1 commandés mais à la suite de l'embargo ils furent transférés à la Luftwaffe.

  Royaume de Yougoslavie
- Force Aérienne Royale Yougoslave - Une commande fut passée, puis annulée à cause du début de la guerre.

  Royaume des Pays-Bas
- Armée de l'air royale néerlandaise